# One Miami
One Miami es un complejo de dos rascacielos adyacentes en Miami céntrica, Florida nombró Uno Miami Torre Del este y Uno Miami Torre Del oeste. Consta de dos torres localizaron en el delta de Río de la Miami, donde el río empties a Biscayne Bahía. La Torre Del este es el más alto del dos, en 460 ft (140 m). Contiene 44 pisos, y estuvo completado en 2005. La Torre Del oeste es 449 ft (137 m) alto, y contiene 45 pisos. También esté completado en 2005.
El desarrollo era uno del primer anunciado en el boom de edificio de Miami reciente. Pero debido a una fase de construcción lenta, los edificios tomaron encima cinco años para ser completados. El complejo está localizado en Del sur Biscayne Bulevar y Al sureste 3.ª Calle. Los edificios son 100% residenciales, constando de condominios.  Aun así, el complejo contiene elementos comerciales también. Un restaurante está presentado en el piso de tierra en la entrada a las torres.